# Крачуле
Крачуле (на сръбски: Крачуле) е село в Босна и Херцеговина, разположено в община Пале, в ентитета на Република Сръбска. Намира се на 1106 метра надморска височина. Населението му според преброяването през 2013 г. е 74 души, от тях: 73 (98,64 %) сърби и 1 (1,36 %) бошняк.

## Население
Численост на населението според преброяванията през годините:
- 1961 – 102 души
- 1971 – 85 души
- 1981 – 82 души
- 1991 – 77 души
- 2013 – 74 души